# Battaglia di Kopidnadon
La battaglia di Kopidnadon o Kopidnados ebbe luogo nel settembre 788 tra le armate del Califfato abbaside di Hārūn al-Rashīd e dell'Impero bizantino della basilissa Irene d'Atene. L'armata abbaside sferrò un'invasione dell'Asia Minore bizantina, e si scontrò con un'armata bizantina a Kopidnadon. La battaglia risultò in una vittoria abbaside. Tra le perdite bizantine vi era un certo Diogene, che è stato identificato da alcuni studiosi come la probabile fonte di ispirazione per l'eroe letterario Digenes Akritas.

## Contesto storico
Fin dal fallimento dell'ultimo tentativo arabo di conquistare la capitale bizantina Costantinopoli, vennero intraprese dalle armate del Califfato incursioni regolari, con cadenza pressoché annuale, nell'Asia Minore bizantina. Nel 782, un'invasione a larga scala, condotta dall'apparente erede al trono abbaside, il futuro Hārūn al-Rashīd (r. 786–809), risultò in un umiliante trattato di pace per Bisanzio, che fu costretta a ottenere una tregua in cambio del versamento di un tributo annuale di 160 000 nomismata d'oro. Nel 785, l'Imperatrice reggente Irene decise di cessare di versare il tributo, e le ostilità ripresero. Gli Arabi devastarono il Thema degli Armeniaci, ma agli inizi del 786 i Bizantini si vendicarono saccheggiando e radendo al suolo la fortezza di Hadath in Cilicia, le cui difese erano state rinforzate dagli Abbasidi negli ultimi cinque anni con il proposito di renderla una importante fortezza nonché una base militare per le loro spedizioni contro Bisanzio.

## Battaglia

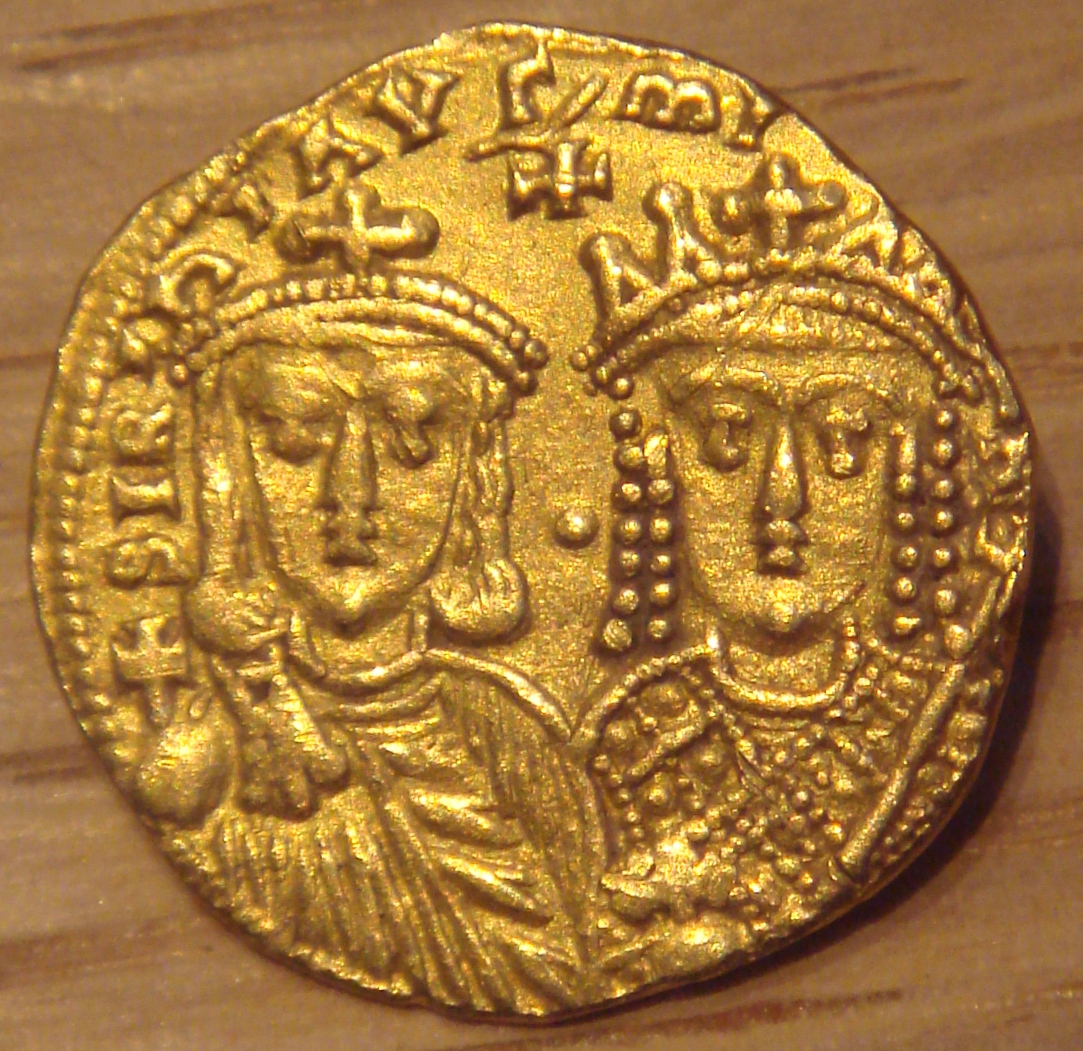
Solido di Costantino VI, insieme alla madre Irene.

Nel 786 Hārūn al-Rashīd ascese al califfato, ma le incursioni sferrate nei due anni successivi furono relativamente minori; la prima grande invasione accadde nel 788, quando una imponente armata attraversò le Porte Cilicie invadendo il Thema anatolico. Anche se l'incursione non è menzionata nelle fonti arabe, la sua descrizione da parte del cronista bizantino Teofane Confessore indica che fosse un'invasione imponente, in quanto richiese l'intervento degli eserciti tematici più potenti, quello dei Thema degli Anatolici e del Thema degli Opsiciani.
Il sito della battaglia è chiamato "Kopidnadon" da Teofane, un nome non attestato da nessuna altra fonte. Alcuni studiosi moderni, a partire da Henri Grégoire nel 1932, l'hanno identificato con la città di Podandos, nei pressi dell'uscita occidentale delle Porte Cilicie. Secondo il breve resoconto di Teofane, la battaglia risultò in una disastrosa sconfitta per i Bizantini, che persero molti uomini e ufficiali, compresi membri dei tagma degli Scholai che erano stati inviati nelle province da Irene nel 786 a causa del fatto che continuassero a supportare l'Iconoclastia. Teofane narra anche della perdita del capace ufficiale Diogene, un tourmarches (comandante di divisione) degli Anatolici.

## Conseguenze
Le conseguenze immediate della battaglia sembrerebbero essere state trascurabili: le perdite inflitte agli sconfitti bizantini, pur essendo pesanti, non erano eccessive, e le regioni invase sembrerebbero aver subito danni minimi. In termini materiali, c'è poco che distingua la sconfitta a Kopidnadon dalla "tipica" incursione araba. Lo scontro segna, tuttavia, una ripresa della guerra a larga scala sulla frontiera dopo la tregua relativa in corso dal 782; questa fase di rinnovato conflitto sarebbe proseguita fino all'809, quando alla morte di Harun scoppiò una guerra di successione, la cosiddetta guerra civile abbaside, che avrebbe distolto momentaneamente gli Abbasidi dalla lotta contro Bisanzio.
Forse la conseguenza più importante a lungo termine della battaglia fu l'uccisione del tourmarches Diogene: in virtù della sua inusuale prominenza nel resoconto di Teofane Confessore, Henri Grégoire identificò questo Diogene con l'archetipo originale del tardo eroe epico Digenes Akritas.